# Луций Аврелий Авианий Симах
Луций Аврелий Авианий Симах Фосфорий (на латински: Lucius Aurelius Avianius Symmachus signo Phosphorius; † 376 г.) e късноримски сенатор през 4 век.
Симах е от gens Аврелии – Симахи и син на Аврелий Валерий Тулиан Симах Фосфорий (консул 330 г.). Той е баща на една дъщеря и четири сина. Синът му Квинт Аврелий Симах e консул 391 г. и прочут оратор.
Луций Аврелий Авианий Симах е няколко пъти pontifex maior. Той e praefectus annonae и отговаря за снабдяването на Рим със зърнени храни (340/350). От 351 до 375 г. той e Pontefices Vestae и в Quindecemviri sacris faciundi.
През 360 г. той е vicarius urbis Romae (подчинен на преторианския префект за Италия и негов заместник) и през 361 г. е в делегацията, изпратена от сената до император Констанций II. Юлиан Апостат, император от 361 до 363 г., много го цени.
През 364 и 365 г. Симах е градски префект (praefectus urbi) на Рим при Валентиниан I и е много богат.
Симах е избран за консул за 377 г., но умира преди това.
Неговият син го слави като талантлив оратор и поет.